# Jehoida Hodges
Pour les articles homonymes, voir Hodges.

a Compétitions nationales et continentales officielles uniquement.

b Matchs officiels uniquement.
Joseph Jehoida Hodges, né le 15 juillet 1876 à Risca et mort le 13 septembre 1930, est un joueur de rugby à XV gallois, évoluant au poste de première ligne pour le pays de Galles et essentiellement pour le club de Newport RFC.

## Carrière
Né à Risca, Jehoida Hodges honore sa première sélection le 7 janvier 1899 contre l'Angleterre, participe le 16 décembre 1905 à la victoire mémorable 3 à 0 à Cardiff contre les All Blacks et dispute son dernier test match contre l'Angleterre le 10 mars 1906.
Il a joué 23 matches comme première ligne. Le 10 janvier 1903, contre les Anglais, il glisse du pack à l'aile gauche pour remplacer Tom Pearson et il inscrit trois essais. 
Il fait 254 apparitions pour Newport de 1897 à 1909.

## Palmarès
- 23 sélections pour le pays de Galles .
- Six essais avec les Gallois.
- Sélections par année : 3 en 1899, 3 en 1900, 2 en 1901, 3 en 1902, 3 en 1903, 2 en 1904, 4 en 1905, 3 en 1906.
- Participation à cinq tournois britanniques en 1899, 1900, 1901, 1902, 1903, 1904, 1905 et 1906.
- Quatre victoires dans le tournoi britannique en 1900, 1902, 1905 et 1906.
- Trois Triples Couronnes en 1900, 1902 et 1905.